# Yair (voornaam)
Yair is een Hebreeuwse voornaam. De naam komt voor in de Thora (oftewel de Tenach, de Hebreeuwse bijbel, welke christenen het Oude Testament noemen) en is een veel voorkomende naam in het hedendaagse Israël. 

## Betekenis
De betekenis van de naam verschilt per bron. De meeste bronnen spreken over Hij verlicht of Hij zal verlichten maar ook de betekenis God zal vertellen komt voor. 

## Schrijfwijze
In religieuze teksten en geschriften uit de oudheid is de schrijfwijze veelal Jair of Ya'ir soms met twee puntjes op de i soms zonder. Uitspraak: ya-IEr

## Naamdragers
- Yair Kraidman, Israëlisch schaker
- Yair Shamir, Israëlisch topfunctionaris en politicus